# Anatolij Tarasov
Anatolij Vladimirovič Tarasov rusky Анатолий Владимирович Тарасов (10. prosince 1918 Moskva – 23. června 1995 Moskva) byl sovětský hokejový trenér, označovaný za „otce ruského hokeje“.
Aktivně hrál fotbal, i když větších úspěchů nedosáhl, neprosadil se výrazněji ani jako fotbalový trenér.
Po druhé světové válce byl pověřen vybudováním hokejového klubu CSKA Moskva, přičemž do té doby byl v tamním prostředí bandy hokej s míčkem. Tento sport, hraný na větším kluzišti, zapůsobil na ruský hokejový styl s důrazem na bruslařské dovednosti, útočnost a přihrávky. Tarasov byl nejprve hrajícím trenérem a třikrát (v letech 1948–1950) se jako hráč stal mistrem Sovětského svazu.
Tarasov byl trenérem v CSKA v letech 1946 až 1975 s výjimkou let 1960, 1964 a 1972. Od roku 1958 do roku 1972 stál v čele sovětské reprezentace. Zavedl množství tréninkových metod, zejména zaměřených na kvalitu přihrávek. Pod jeho vedením vyrostli v šedesátých letech hráči jako Anatolij Firsov, Venjamin Alexandrov, Alexandr Ragulin, Alexandr Jakušev nebo Konstantin Loktěv a v dalším období např. Boris Michajlov, Vladimir Petrov, Valerij Vasiljev, Alexandr Malcev, Valerij Charlamov nebo brankář Vladislav Treťjak.
S CSKA Moskva získal 19 titulů v sovětské lize, devětkrát v řadě dovedl sovětskou reprezentaci k titulu mistra světa a vyhrál jako trenér i tři zlaté olympijské medaile.
Jeho dcerou je významná krasobruslařská trenérka Taťjana Tarasovová.
V Kontinentální hokejové lize je na jeho památku jedna z divizí pojmenována Tarasovova.

## Ocenění
- členem Hokejové síně slávy v Torontu (1974)
- členem Síně slávy IIHF (1997)